# ピサ高等師範学校

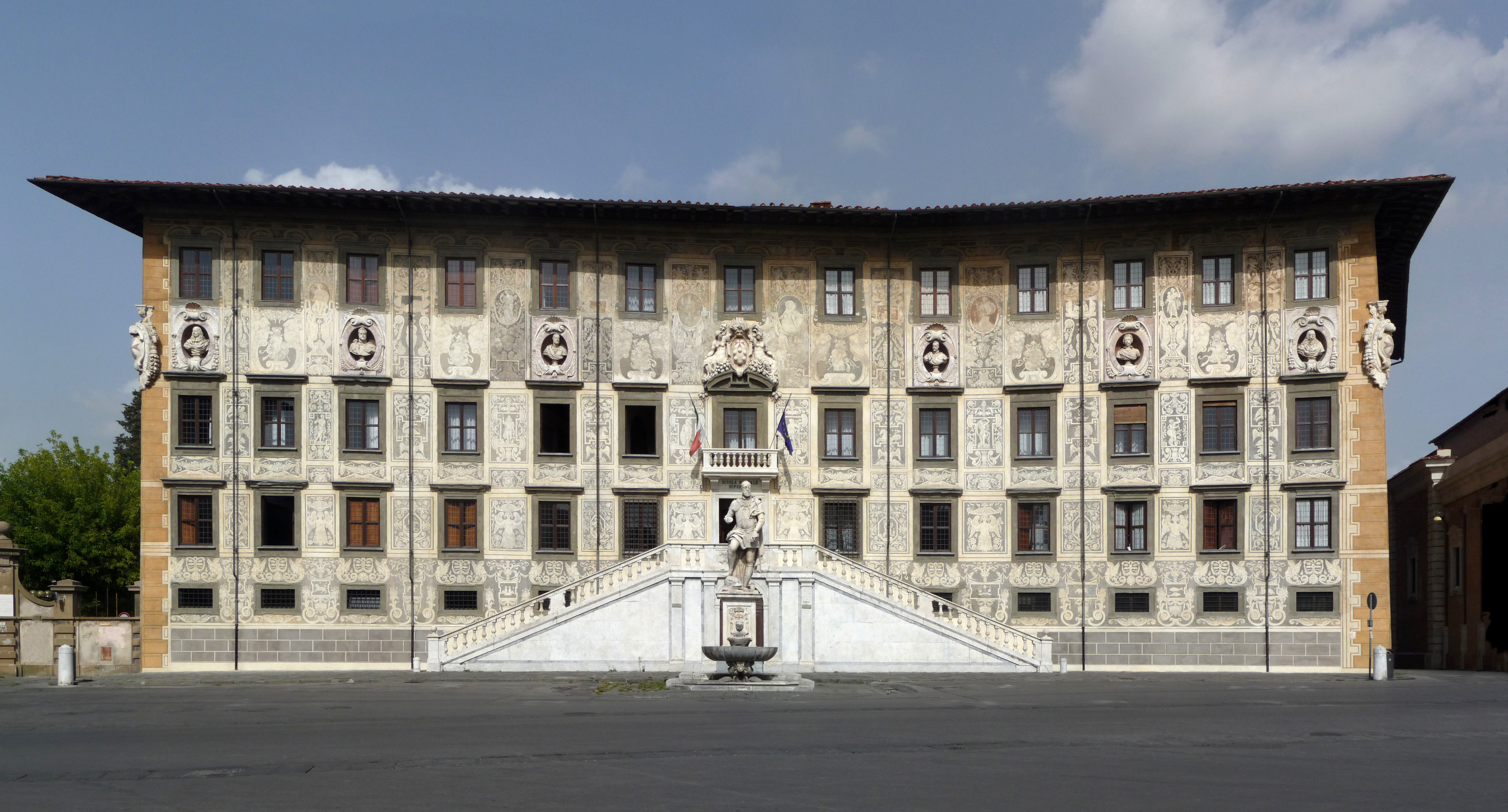
カロヴァナ宮殿

高等師範学校（Scuola Normale Superiore）は、フィレンツェのピサにあるイタリアの大学。略称はラ・ノルマレ（la Normale）。他の高等師範学校と区別するためにピサ高等師範学校（Scuola Normale Superiore di Pisa）とも呼ばれる。

## 歴史
1810年にナポレオンの法令によって、パリの高等師範学校（エコール・ノルマル・シュペリウール）の姉妹校として設立された。

## 著名な出身者

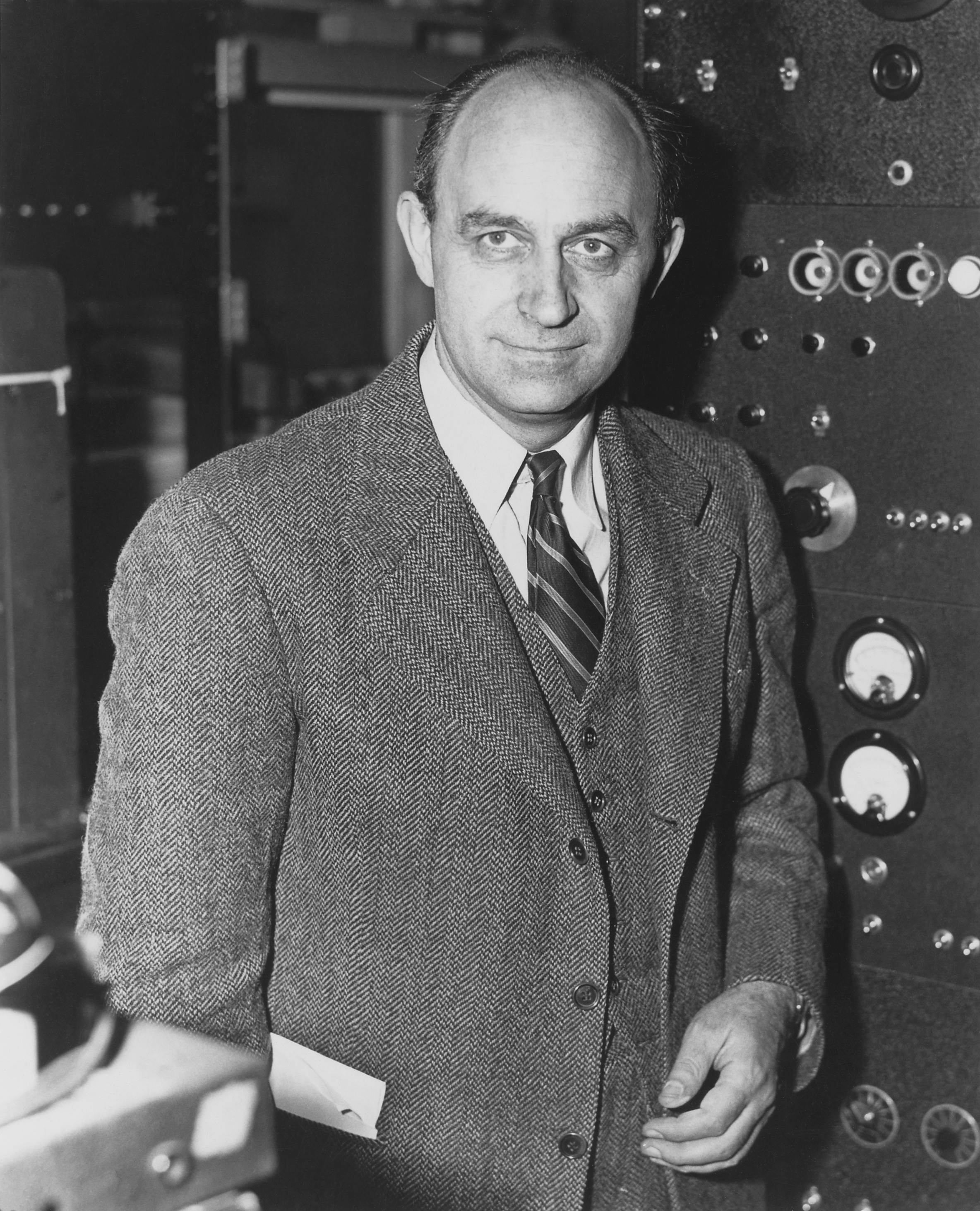
エンリコ・フェルミ

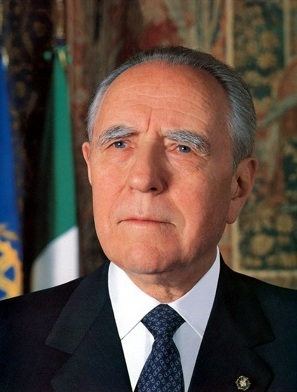
カルロ・アツェリオ・チャンピ

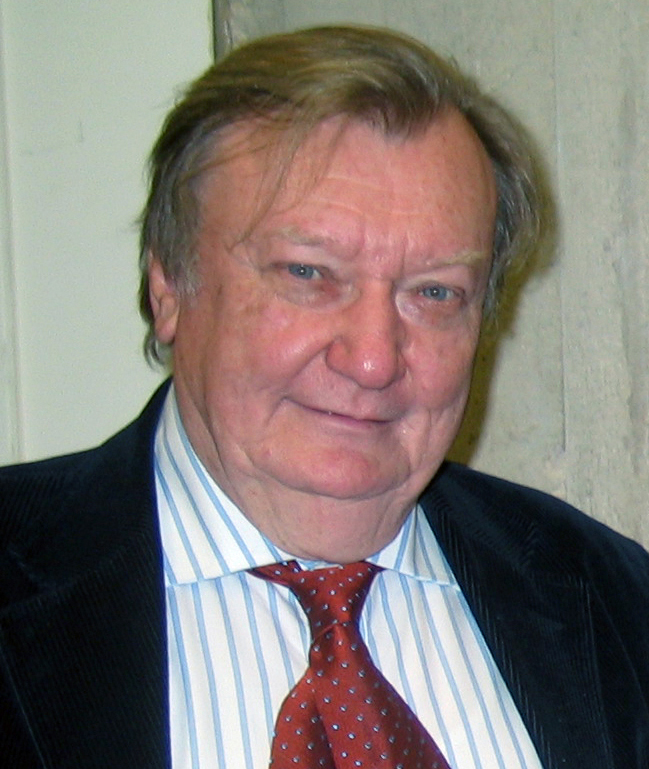
カルロ・ルビア

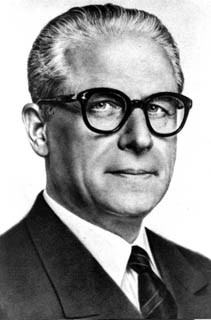
ジョヴァンニ・グロンキ

- ジョズエ・カルドゥッチ - 詩人、教育者、文学者、上院議員
- カルロ・ルビア - 物理学者
- エンリコ・フェルミ - 物理学者、フェルミ推定の考案者
- カルロ・アツェリオ・チャンピ - 第10代大統領
- ジョヴァンニ・グロンキ - 第3代大統領
- ジョヴァンニ・ジェンティーレ - 哲学者、ムッソリーニ内閣教育大臣、ファシズムの理論家
- エンニオ・デ・ジョルジ - 数学者
- マッシモ・ダレマ - 左派の政治家
- アレッシオ・フィガリ - 数学者